# 橘インターチェンジ
橘インターチェンジ（たちばなインターチェンジ、橘IC）は、神奈川県小田原市前川にある西湘バイパスのインターチェンジである。下り線（西行き；小田原方面）からは利用できず、上り線（東行き；大磯方面）のみ出入り可能なハーフインターチェンジである。当インターから乗る場合は料金所を通過しないため、中日本高速道路管轄区間だが無料で利用できる。

## 接続する道路
- 国道1号

## 歴史
- 1971年（昭和46年）4月28日：供用開始。

## 周辺
- 神奈川県道709号中井羽根尾線
- 小田原市役所橘支所
- 川匂ポンプ場

## 隣
E84 西湘バイパス
西湘二宮IC - 橘IC - 西湘PA（上り） - 橘TB - 西湘PA（下り） - 国府津IC